# ایستگاه ویکتوریا پارک (تورنتو)
ایستگاه ویکتوریا پارک (انگلیسی: Victoria Park station) یک ایستگاه مترو در خط ۲ بلور–دانفورث در تورنتو، انتاریو، کانادا است.